# Michael Kimmel (Kunsttischler)
Michael Kimmel (auch Kummel oder Kümmel; * 27. August 1715 in Zittau; † 6. Oktober 1794 in Dresden) war ein deutscher Ebenist und kursächsischer Hoftischler.

## Herkunft und Familie
Michael Kimmel wurde in Zittau als Sohn des Gottfried Kummel und dessen Frau Anna Catharina geboren.
Er heiratete die aus Dresden-Neustadt stammende Branntweinbrennerstochter Rosina Elisabeth Pauli (1730–1805). Sein Sohn Carl Gottfried Kimmel (1750–1803) wurde Theologe und Dichter sowie Pfarrer von Kreischa. Dessen Sohn Carl Gottfried Benjamin Kimmel (1782/1783–1816) war zunächst Leibarzt des Diplomaten Grigori Stroganow und später in St. Petersburg Hofarzt des Zaren Alexander I.

## Werk
Als Tischlergeselle wanderte Kimmel bis nach Wien, wo er sechs Jahre am kaiserlichen Hof diente. Danach kehrte er nach Sachsen zurück, um bei den Dresdner Kunstschreinern Peter Hesse und Johann Petany zu arbeiten. Ab 1751 wurde er zum Dresdner Hoftischler berufen. Bereits bei seiner Einstellung wurde er für seine Kommoden à la française gelobt. In dieser Funktion wird Kimmel eines der prunkvollsten aller Dresdener Rokokomöbel zugeschrieben, ein Schreibschrank, der bis 1760 im Jagdschloss des sächsischen Kurfürsten Friedrich August II. in Hubertusburg stand und heute im Londoner Victoria & Albert Museum aufbewahrt wird (Inv.-Nr. W.63-1977). Kimmel gilt als bedeutendster Ebenist des deutschsprachigen Raumes im 18. Jahrhundert.